# Inflație prin cerere
Inflația prin cerere înseamnă excedentul de cerere agregată peste oferta agregată.
Apare datorită creșterii cererii agregate, în condițiile în care oferta agregată rămâne în urma cererii sau se micșorează. Cererea agregată poate să crească și în condițiile în care masa monetară nu se modifică, atunci când:
- sporesc veniturile bănești ale populației, ducând la mărirea puterii de cumpărare a acesteia;
- are loc creșterea salariilor neînsoțită de sporirea productivitații muncii;
- se extinde creditul de consum;
- se diminuează înclinația spre economisire.